# Venera 3
Venera 3 (ryska: Венера-3) var det sjätte uppdraget i det sovjetiska Veneraprogrammet och var avsedd att kraschlanda på Venus. Venera 3 sköts upp den 16 november 1965 från Kosmodromen i Bajkonur i Kazakstan.
Uppdraget för Venera 3 var att landa på Venus yta. Hela rymdsonden innehöll radiokommunikationssystem, vetenskapliga instrument, elektriska kraftkällor och medaljonger föreställande Sovjetunionens statsvapen.
Rymdsonden kraschlandade på Venus den 1 mars 1966 och blev därmed den första rymdsonden att landa på en annan planets yta. Den kraschade på Venus nattsida, nära terminatorn, troligtvis runt -20° till 20°N, 60° till 80°Ö. Dess kommunikationssystem gick sönder innan den kunde sända tillbaka någon information.

### Fotnoter
1. ↑  ”NASA Space Science Data Coordinated Archive” (på engelska). NASA. https://nssdc.gsfc.nasa.gov/nmc/spacecraft/display.action?id=1965-092A. Läst 26 mars 2020.